# Lauro (album)
Lauro è il sesto album in studio del cantautore italiano Achille Lauro, pubblicato il 16 aprile 2021 dall'etichetta discografica Warner Music.
Nel 2022 è stata pubblicata la riedizione dell’album intitolata Lauro - Achille Idol Superstar, contenente 7 nuove tracce inedite tra cui il singolo Domenica con cui ha partecipato al Festival di Sanremo 2022 e Io e te colonna sonora del film Anni da cane.

## Tracce
Testi di Lauro De Marinis.
1. Prequel – 0:31 (musica: Mattia Cutolo, Matteo Ciceroni, Gregorio Calculli)
2. Solo noi – 4:31 (musica: Matteo Ciceroni, Gregorio Calculli, Daniele Dezi, Daniele Mungai)
3. Latte+ – 3:11 (musica: Mattia Cutolo, Matteo Ciceroni, Gregorio Calculli, Daniele Dezi)
4. Marilù – 4:10 (musica: Daniele Dezi, Daniele Mungai, Gregorio Calculli)
5. Lauro – 3:32 (musica: Daniele Dezi, Daniele Mungai, Matteo Ciceroni)
6. Come me – 3:33 (musica: Daniele Dezi, Daniele Mungai, Matteo Ciceroni)
7. Femmina – 2:56 (musica: Daniele Dezi, Daniele Mungai)
8. A un passo da Dio – 3:42 (musica: Daniele Dezi, Daniele Mungai)
9. Generazione X – 2:39 (musica: Daniele Dezi, Daniele Mungai, Gregorio Calculli)
10. Barrilete cosmico – 3:36 (musica: Matteo Ciceroni, Gregorio Calculli, Daniele Dezi, Daniele Mungai)
11. Pavone – 2:53 (musica: Gregorio Calculli, Daniele Dezi, Daniele Mungai)
12. Stupide canzoni d’amore – 3:05 (musica: Matteo Ciceroni, Daniele Dezi)
13. Sabato sera – 3:50 (musica: Daniele Dezi, Daniele Mungai, Gregorio Calculli)

Tracce bonus dell'edizione deluxe
1. Lettera del mondo all'umanità – 1:08 (musica: Mattia Cutolo, Matteo Ciceroni)
2. Dio benedica chi è – 0:51 (musica: Matteo Ciceroni, Gregorio Calculli)
3. Dio benedica chi gode – 0:44 (musica: Matteo Ciceroni, Gregorio Calculli)
4. Dio benedica gli incompresi – 0:39 (musica: Matteo Ciceroni, Gregorio Calculli)
5. Dio benedica chi se ne frega – 0:49 (musica: Matteo Ciceroni, Gregorio Calculli)
6. Dio benedica solo noi, esseri umani – 1:08 (musica: Matteo Ciceroni, Gregorio Calculli)

### Lauro - Achille Idol Superstar
1. Foxy – 2:38 (testo: Simon Pietro Manzari – musica: Federico De Marinis, Gregorio Calculli, Mattia Cutolo)
2. Domenica – 3:10 (testo: Lauro De Marinis, Gregorio Calculli, Matteo Ciceroni, Mattia Cutolo, Simon Pietro Manzari, Davide Petrella – musica: Mattia Cutolo, Gregorio Calculli, Simon Pietro Manzari e Matteo Ciceroni)
3. Latte+ – 3:11 (testo: Lauro De Marinis, Daniele Dezi – musica: Mattia Cutolo, Matteo Ciceroni, Gregorio Calculli, Daniele Dezi)
4. Come me – 3:33 (testo: Lauro De Marinis, Daniele Dezi, Daniele Mungai – musica: Lauro De Marinis, Daniele Dezi, Daniele Mungai, Matteo Ciceroni)
5. Rolling Stones – 3:00 (testo: Lauro De Marinis, Matteo Ciceroni, Mattia Cutolo – musica: Matteo Ciceroni, Mattia Cutolo)
6. Generazione X – 2:39 (testo: Lauro De Marinis, Daniele Dezi, Daniele Mungai, Simon Pietro Manzari – musica: Daniele Dezi, Daniele Mungai, Gregorio Calculli)
7. Barrilete cosmico – 3:36 (testo: Lauro De Marinis, Daniele Dezi, Simon Pietro Manzari – musica: Matteo Ciceroni, Gregorio Calculli, Daniele Dezi, Daniele Mungai)
8. Sabato sera – 3:50 (testo: Lauro De Marinis, Daniele Dezi, Daniele Mungai – musica: Daniele Dezi, Daniele Mungai, Gregorio Calculli)
9. Fiori rosa – 3:47 (testo: Lauro De Marinis, Simon Pietro Manzari – musica: Matteo Ciceroni, Gregorio Calculli)
10. A un passo da Dio – 3:42 (musica: Daniele Dezi, Daniele Mungai)
11. Lauro – 3:31 (testo: Lauro De Marinis, Francesco Mega, Daniele Dezi, Daniele Mungai, Matteo Ciceroni, Simon Pietro Manzari – musica: Daniele Dezi, Daniele Mungai, Matteo Ciceroni)
12. Stupide canzoni d’amore – 3:05 (testo: Lauro De Marinis, Daniele Dezi – musica: Lauro De Marinis, Daniele Dezi, Matteo Ciceroni)
13. Femmina – 2:56 (testo: Lauro De Marinis, Daniele Dezi, Daniele Mungai – musica: Daniele Dezi, Daniele Mungai)
14. Marilù – 4:10 (testo: Lauro De Marinis, Daniele Mungai, Simon Pietro Manzari – musica: Daniele Dezi, Daniele Mungai, Gregorio Calculli)
15. Pavone – 2:53 (testo: Lauro De Marinis, Daniele Dezi, Daniele Mungai, Simon Pietro Manzari – musica: Gregorio Calculli, Daniele Dezi, Daniele Mungai)
16. Prequel – 0:31 (musica: Mattia Cutolo, Matteo Ciceroni, Gregorio Calculli)
17. Solo noi – 4:31 (testo: Lauro De Marinis, Matteo Ciceroni, Daniele Dezi, Daniele Mungai – musica: Matteo Ciceroni, Gregorio Calculli, Daniele Dezi, Daniele Mungai)
18. Sexy Boy – 2:29 (musica: Edoardo Manozzi, Enrico Brun)
19. Io e te (Anni da cane Soundtrack) – 3:02 (testo: Lauro De Marinis, Giorgia Bertolani, Simon Pietro Manzari – musica: Andrea Fumagalli, Federico De Marinis, Gregorio Calculli, Marco Lanciotti, Matteo Ciceroni, Mattia Cutolo, Nicola Iazzi, Samuele Calabrese)
20. Ricordi d'inverni – 1:42 (musica: Lauro De Marinis)

Durata totale: 61:56

## Classifiche

### Classifiche settimanali
| Classifica (2021) | Posizione massima |
| ----------------- | ----------------- |
| Italia            | 1                 |

### Classifiche di fine anno
| Classifica (2021) | Posizione |
| ----------------- | --------- |
| Italia            | 60        |